# Timonius schumannii
Timonius schumannii är en måreväxtart som beskrevs av Sijfert Hendrik Koorders och Theodoric Valeton. Timonius schumannii ingår i släktet Timonius och familjen måreväxter. Inga underarter finns listade i Catalogue of Life.